# Diplotoxa quinta
Diplotoxa quinta är en tvåvingeart som beskrevs av Spencer 1986. Diplotoxa quinta ingår i släktet Diplotoxa och familjen fritflugor. Inga underarter finns listade i Catalogue of Life.